# 西茜凰
西茜凰（1952年—），香港作家，原名黃綺瑩，原籍廣東汕頭澄海，后舉家移民英屬香港，庇理羅士女子中學畢業，1975年香港中文大學聯合書院英文系榮譽文學士，曾受余光中指導文學。曾遊歷多個國家，遊學英國牛津大學、倫敦、蘇格蘭，學習電影及行政。亦曾在三間大專院校任教，曾任職香港特別行政區政府行政主任，以業餘時間寫作。
其兄黃維樑任香港中文大學教授多年，亦是作家，2000年黃維樑因涉及虐打妻女被大學即時解僱。現在台灣工作。

## 小說
- 《大學女生日記》[4]
- 《中性的年代》
- 《中學女生日記》
- 《浪子傾情》
- 《共醉天涯》
- 《狂戀曲》
- 《酒店星光》
- 《愛情神話》
- 《夢斷非洲》
- 《優皮情人》
- 《末世之戀》
- 《紐約最後一宵》
- 《政客情花》
- 《大官小傳》
- 《博士情淚》
- 《多情北京》
- 《上海柔情》

## 人物系列
- 《魅力才子心》
- 《香港人物志》

## 散文
- 《千河帆影》
- 《千情共抱》
- 《紫雨紅唇》
- 《生命三重奏》
- 《男歡女愛初探》
- 《晨風夕月》
- 《千朵玫瑰》
- 《千曲共舞》
- 《愛情艷陽》
- 《半醒半醉》

## 其他
- 《行政藝術初探》
- 《民主智慧初探》
- 《西茜凰遊記》
- 《加拿大移民初探》
- 《澳洲移民初探》